# Ursula Burghardt
Ursula Burghardt (* 22. Dezember 1928 in Halle (Saale); † 4. Dezember 2008 in Köln) war eine deutsche Künstlerin.

## Leben und Werk
Ursula Burghardt wurde 1928 als zweite Tochter des jüdischen Ehepaares Salomon Burghardt und seiner Frau Johanna, geb. Lebenbaum, in Halle (Saale) geboren. Ihr Vater war dort Teilhaber eines Kaufhauses (Burghardt & Becher), das 1934 von den Nationalsozialisten geschlossen wurde. Die Familie emigrierte 1936 nach Südamerika und siedelte sich in Buenos Aires an. Dort nahm Burghardt 1947 ein Studium der Malerei und Graphik an der Escuela Superior de Bellas Artes de la Cárcova auf. 1952 reiste sie für ein Jahr nach Paris, um sich an der Académie de la Grande Chaumière in der Klasse von Ossip Zadkine der Bildhauerei zuzuwenden. Nach ihrer Rückkehr nach Argentinien nahm sie mit figürlichen und abstrakten Holzskulpturen und Tonplastiken an zahlreichen Ausstellungen in Südamerika teil, etwa in der Galeria Krayd, die in Buenos Aires ein wichtiger Treffpunkt des avantgardistischen Netzwerkes war und in der Galeria de Arte Arquimo, in der sie gemeinsam mit dem Madi-Künstler Gyula Kosice ausstellte. 1957 heiratete Burghardt den argentinisch-deutschen Komponisten Mauricio Kagel und siedelte mit ihm nach Köln über. Dort besuchte sie zwischen 1958 und 1960 die Metallbildhauerklasse von Joseph Jaekel an den Kölner Werkschulen. Gleichzeitig nahm sie am regen, von intermedialen Veranstaltungen geprägten Kulturleben des Rheinlandes teil, so auch an den Atelierveranstaltungen von Mary Bauermeister.
Nach der Geburt ihrer beiden Töchter trat Burghardt ab 1965 verstärkt mit plastischen Arbeiten in Erscheinung, die aus alltäglichen Materialien und Gebrauchsgegenständen gefertigt sind. Parallel zu den künstlerischen Strömungen von Pop Art, Nouveau Réalisme und Fluxus und in der Tradition von Dada und Surrealismus wandte sie sich der dinglichen Alltagswelt zu. Dabei bediente sich Burghardt künstlerischer Mittel wie der Verfremdung und der überraschenden Kombination unzusammenhängender Dinge, indem sie etwa Möbel und Haushaltswaren mit Aluminiumblech ummantelte, Küchengeschirr mit weichen Polstern aus Matratzendrell füllte oder einfache Blechtassen durch künstlerische Eingriffe unbrauchbar machte. Ihre facettenreichen Werke thematisieren Phänomene der Konsumgesellschaft, spiegeln Themen der Studentenrevolte der 1960er Jahre und lassen Anspielungen auf die soziale Ungleichheit der Geschlechter erkennen. Auf diese Weise nimmt Burghardt nicht nur als eine von nur sehr wenigen weiblichen Künstlerinnen eine Ausnahmeposition innerhalb der Objektkunst der 1960er Jahre ein, sondern greift zugleich auch Ansätzen feministisch motivierter Kunst der 1970er Jahre voraus.
Burghardt engagierte sich aktiv in der Künstlervereinigung Labor zur Erforschung akustischer und visueller Ereignisse e.V. und nahm mit der Rutschinstallation Krumme Ebene 1968 neben Wolf Vostell, Gabor Altorjay, Nam June Paik, Jörg Immendorff und Chris Reinecke vom LIDL-Projekt u. a. am 5-Tage-Rennen teil. Mit ihrem Multiple Schnürbecher bescherte sie dem VICE-Versand von Wolfgang Feelisch einen Verkaufsschlager und erlangte weite Bekanntheit. Außerdem beteiligte sie sich neben anderen Künstlern wie Joseph Beuys, Dieter Roth, Robert Filliou und Stefan Wewerka am experimentellen Film Ludwig van (1969–70, Regie Mauricio Kagel), indem sie für das imaginäre Beethoven-Haus die Gestaltung des sogenannten Wohnzimmers und des Gartens übernahm.
Ab 1971 konzentrierte Burghardt ihr Engagement auf die Unterstützung ihres zunehmend erfolgreichen Mannes Mauricio Kagel, an dessen Projekten sie auf vielfältige Weise beteiligt war, indem sie Bühnenausstattungen und Filmkulissen entwarf (Staatstheater, 1971; Phonophonie, 1972; Blues’Blue, 1978), Konstruktionspläne für ungewöhnliche Klangerzeuger zeichnete (Klangwürfel, 1971; Zwei-Mann-Orchester, 1971/73) und die Gestaltung von Plakaten und anderen Druckerzeugnissen übernahm (Instrumentales Theater, 1976). Erst ab 1981 nahm Burghardt ihr eigenständiges künstlerisches Arbeiten wieder auf, nun aber ausschließlich im Medium der Zeichnung. Bis ins hohe Alter schuf sie kleine abstrakte Collagen, in denen zartes textiles Material unmerklich in feinste Tuschzeichnungen übergeht, sowie großformatige Papierarbeiten in Bleistift, Tusche oder Gouache, die vornehmlich an Pflanzenformen und organische Strukturen erinnern.
Seit 2012 befinden sich der schriftliche Nachlass sowie zahlreiche Werke Burghardts, darunter Zeichnungen sowie Aluminium- und Zinkobjekte, im Künstler:innenarchiv der Stiftung Kunstfonds.

## Sammlungen
- Archiv für Künstlernachlässe, Stiftung Kunstfonds
- Sammlung Heinz Beck, Wilhelm-Hack-Museum, Ludwigshafen
- Sammlung von Walter und Maria Schnepel, Weserburg Museum für moderne Kunst, Bremen
- Sammlung der Stiftung Moritzburg, Halle (Saale)
- Museum Ludwig, Köln
- Museum Morsbroich, Leverkusen
- Hamburger Bahnhof, Berlin